# Ich heiße Nomad
Ich heiße Nomad (Originaltitel: The Changeling) ist die nach Ausstrahlungsreihenfolge dritte und nach Produktionsreihenfolge achte Episode der zweiten Staffel der Science-Fiction-Fernsehserie Raumschiff Enterprise. Sie wurde in englischer Sprache erstmals am 29. September 1967 bei NBC ausgestrahlt. In Deutschland war sie zum ersten Mal am 1. Juli 1972 in einer synchronisierten Fassung im ZDF zu sehen.

## Handlung
Im Jahr 2267 bei Sternzeit 3541.9 empfängt die Enterprise einen Notruf aus dem malurianischen Sternensystem. Dort angekommen, stellt der erste Offizier Spock fest, dass alles Leben in dem System ausgelöscht wurde. Unvermittelt wird das Schiff nun von einem unbekannten Objekt mit einer Energieladung angegriffen. Nach einem erfolglosen Gegenangriff mit einem Photonentorpedo versucht Captain Kirk eine Kontaktaufnahme. Tatsächlich antwortet das Objekt und stellt sich als Nomad vor. Da es nur etwas über einen Meter groß ist, lässt Kirk es an Bord beamen. Es stellt sich heraus, dass das Objekt kein intelligentes Lebewesen enthält, sondern selbst intelligent ist.
Kirk zeigt Nomad nun eine Karte des Sonnensystems, um ihm die Herkunft der Enterprise zu erklären. Nomad scheint damit vertraut zu sein und nennt Kirk seinen Schöpfer. Daraufhin lässt Kirk Nomad unter der Obhut von Lieutenant Singh und stellt zusammen mit Spock und Schiffsarzt McCoy Nachforschungen an. Sie finden heraus, dass im frühen 21. Jahrhundert von der Erde eine Raumsonde gestartet wurde, die Nomad hieß, mit dem an Bord gebeamten Objekt aber nur begrenzte Ähnlichkeit hat. Ihr Erbauer hieß Dr. Jackson Roykirk. Irgendwie muss Nomad bei der Erwähnung von „Captain James T. Kirk“ eine Assoziation zu seinem Schöpfer hergestellt haben.
Nomad hört unterdessen Kommunikationsoffizierin Uhura über den Bordfunk singen. Als Singh abgelenkt ist, verlässt er den Raum und begibt sich zur Brücke, wo er von Uhura wissen will, was Musik ist. Da er ihre Erklärungen als ungenügend empfindet, greift er direkt auf ihren Geist zu und löscht damit ihr Gedächtnis. Chefingenieur Scott will ihr zu Hilfe eilen und wird dabei von Nomad mit einem Energiestoß getötet. Als Kirk eintrifft, befiehlt er ihm, sein gewalttätiges Verhalten sofort einzustellen. Nomad bietet an, Scott zu „reparieren“, und da McCoy nichts mehr für ihn tun kann, ist Kirk einverstanden. Tatsächlich kann Nomad mithilfe der Daten über menschliche Anatomie aus dem Schiffscomputer Scott wieder zum Leben erwecken. Währenddessen hilft Krankenschwester Chapel Uhura bei der Wiedererlangung ihres Gedächtnisses.
Der erste Offizier Spock, ein Halb-Vulkanier, versucht nun eine Gedankenverschmelzung mit Nomad. Diese gelingt und zusammen mit dem Vorwissen ergibt sich jetzt ein klares Bild der Geschichte und der Absichten von Nomad: Die ursprüngliche Sonde war mit dem Ziel, Leben zu finden, ins All geschickt worden. Durch einen Meteorschauer ging der Kontakt zur Erde verloren. Nach einiger Zeit traf Nomad auf eine außerirdische Sonde namens Tan Ru, deren Aufgabe darin bestand, Gesteinsproben zu sammeln und zu sterilisieren. Die beiden Sonden verschmolzen und dabei vermischten sich auch ihre Programmierungen: Der neue Nomad sah es nun als seine Aufgabe an, unvollkommene Lebensformen zu sterilisieren, wobei er sich selbst als Maßstab für Vollkommenheit ansah. Biologisches Leben sieht er ausnahmslos als unvollkommen an.
Nach diesen neuen Erkenntnissen lässt Kirk Nomad in eine Zelle einsperren. Aus dieser kann er aber leicht ausbrechen und tötet seine beiden Wachen. Er begibt sich zum Maschinenraum und manipuliert den Antrieb, um die Maximalgeschwindigkeit deutlich zu erhöhen. Kirk befiehlt ihm, dies rückgängig zu machen, da die Enterprise für solche Geschwindigkeiten nicht konstruiert ist. Nomad gehorcht, doch durch die Gedankenverschmelzung mit Spock hat er Erkenntnisse über Kirk gewonnen, die er nun vertiefen will. Er begibt sich auf die Krankenstation und studiert seine Krankenakte. Auf dem Weg dorthin tötet er zwei weitere Sicherheitsoffiziere. Außerdem schaltet er das Lebenserhaltungssystem des Schiffs ab.
Kirk erkennt, dass er nun rasch handeln muss, und konfrontiert Nomad mit seinen Fehlern: Sein erster Fehler war, ihn mit Roykirk zu verwechseln, der schon lange tot ist; der zweite Fehler war, diesen Irrtum nicht selbst zu bemerken, und der dritte, nicht unverzüglich mit seiner Hauptaufgabe, der Sterilisation, zu beginnen. Diese Fehler beweisen, dass Nomad selbst unvollkommen ist und deshalb vernichtet werden muss. Nomad ist nun völlig verwirrt. Unverzüglich wird er in den Transporterraum gebracht und ins All gebeamt, wo er sich schließlich selbst vernichtet.

## Verbindungen zu anderen Star-Trek-Produktionen
Dass Kirk einem Computer seine Fehlentscheidung bewusst macht und ihn so zur Selbstzerstörung treibt, wurde bereits in der früheren Folge Landru und die Ewigkeit gezeigt und später erneut in Der dressierte Herrscher und Computer M5 aufgegriffen.
Viele Elemente aus dieser Folge wurden in späteren Star-Trek-Produktionen wieder aufgegriffen:
- Star Trek: Der Film von 1979 basiert auf einer ganz ähnlichen Grundidee wie Ich heiße Nomad. Hier wird eine irdische Raumsonde (Voyager 6, Name verstümmelt zu V’Ger) von Maschinenwesen verändert und reist zurück zur Erde, um dort ihren Schöpfer zu treffen. Ebenso wie Nomad fehlt V’Ger das Verständnis für intelligentes biologisches Leben.
- Eine irdische Raumsonde, die einer außerirdischen Zivilisation erheblichen Schaden zufügt, wird auch in Folge 7.21 (Friendship One) der Serie Star Trek: Raumschiff Voyager von 2001 thematisiert.
- In der Serie Star Trek: Enterprise, die über 100 Jahre vor Raumschiff Enterprise spielt, tauchen in Folge 1.09 (Die Saat) von 2001 die Malurianer auf, die in Ich heiße Nomad erwähnt werden. In Folge 2.04 (Todesstation) von 2002 ist ein Modell der Nomad-Sonde zu sehen.
- In Folge 2.04 (Wächter) der Serie Star Trek: Picard ist ein Platz zu sehen, der nach Nomads Schöpfer Jackson Roykirk benannt ist.

## Produktion

### Darsteller
Regisseur Marc Daniels stand Pate für das Foto von Jackson Roykirk.
Blaisdell Makee, Darsteller von Lieutenant Singh, spielte auch Lieutenant Spinelli in der Folge Der schlafende Tiger.

### Kulissen und Requisiten
Ich heiße Nomad ist eine von sechs Folgen, die ausschließlich auf der Enterprise spielen.
In Ausstrahlungsreihenfolge ist dies die erste Folge, in der das umgestaltete Set des Maschinenraums zu sehen ist. Unter anderem wurden große runde Behälter für die Dilithium-Kristalle sowie eine Leiter und ein zweites Stockwerk mit Konsolen hinzugefügt.
Ebenso ist hier in Ausstrahlungsreihenfolge erstmals der Ersatz-Kontrollraum der Enterprise zu sehen. Das Set wurde auch in mehreren späteren Folgen verwendet. Ursprünglich war es als Ersatz-Kontrollraum der Constellation, eines Schwesterschiffs der Enterprise, für die vor Ich heiße Nomad produzierte, aber später ausgestrahlte Folge Planeten-Killer gebaut worden.
Teile der Nomad-Sonde wurden für den Roboter M-4 in der Folge Planet der Unsterblichen wiederverwendet.

### Kostüme
Hintergrunddarsteller William Blackburn spielt in dieser Folge mutmaßlich drei verschiedene Besatzungsmitglieder in drei unterschiedlichen Uniformen.

### Musik
Uhura (Nichelle Nichols) singt in dieser Folge das Liebeslied Beyond Antares, das sie bereits in der früheren Folge Kodos, der Henker gesungen hatte.

### Fehler
Das Drehbuch weist einige Ungereimtheiten auf. Die Stärke einer Energieladung von Nomad soll 90 Photonentorpedos entsprechen und die Enterprise soll in der Lage sein, vier solcher Angriffe zu widerstehen. Gleichzeitig ist Kirk aber erstaunt, dass Nomad einen Gegenangriff mit einem einzigen Photonentorpedo übersteht. Weiterhin wird in der Folge eindeutig gesagt, dass Uhuras Gedächtnis von Nomad gelöscht wurde. Am Ende der Folge ist es jedoch vollständig wiederhergestellt. Wie genau das vonstattenging, wird nicht erklärt.

## Adaptionen
James Blish schrieb eine Textfassung von Ich heiße Nomad, die auf Englisch erstmals 1972 in der Geschichtensammlung Star Trek 7 erschien. Die deutsche Übersetzung erschien 1972.

## Rezeption
Alex Fitzpatrick führte die Sonde Nomad 2016 auf time.com als einen der zehn besten Bösewichte im Star-Trek-Franchise.
Matthew Fisher erstellte 2017 für die Website whatculture.com eine Liste der 30 besten Star-Trek-Folgen. Ich heiße Nomad führte er hier auf Platz 11.
Christian Blauvelt listete Ich heiße Nomad 2022 auf hollywood.com in einem Ranking aller 79 Raumschiff-Enterprise-Folgen auf Platz 33.

## Parodien und Anspielungen
Die Grundidee eines Roboters, der auf der Suche nach seinem Schöpfer ist, wurde von Star-Trek-Erfinder Gene Roddenberry 1974 in dem Fernsehfilm Ein Computer wird gejagt (The Questor Tapes) wieder aufgegriffen. Ein Computer wird gejagt war als Pilotfilm einer Serie gedacht, die aber letztlich nicht produziert wurde.
Im Fernsehspecial Dana Carvey: Critics’ Choice von 1995 parodiert Dana Carvey sowohl Nomad als auch Captain Kirk.
In Folge 8.06 (Laserblast) von Mystery Science Theater 3000 aus dem Jahr 1996 kommt ein Roboter vor, der eine direkte Parodie von Nomad darstellt und hier „Monad“ genannt wird.
In Folge 20 (Zorn der Götter) von Team Knight Rider aus dem Jahr 1998 kommt ein Professor Roykirk vor.
In Folge 6.02 (Der Leela-Laune-Zapp) der Zeichentrickserie Futurama von 2010 verschmelzen zwei Sonden miteinander und ihre Programmierung vermischt sich. Dies ist eine direkte Anspielung auf die Entstehung von Nomad.
In Folge 2.18 (Power) von Nikita aus dem Jahr 2012 kommt ein Gerät vor, das optisch eine starke Ähnlichkeit zu Nomad aufweist. Diese Ähnlichkeit wird in der Folge auch direkt angesprochen.
In Folge 5.01 (What Color Is Your Cleansuit?) der Zeichentrickserie Venture Bros. von 2013 wird auf Ich heiße Nomad Bezug genommen.
In Folge 5.01 (Herzrasen und Gewissensbisse) der Sitcom Young Sheldon von 2021 schaut sich Sheldon diese Folge im Fernsehen an.